# Marston Morse
Pour les articles homonymes, voir Morse.
Harold Calvin Marston Morse (24 mars 1892 – 22 juin 1977) est un mathématicien américain, connu surtout pour ses travaux sur le calcul des variations global, un sujet où il introduit la technique de topologie différentielle appelée depuis théorie de Morse.
En 1933, il reçoit le prix Bôcher pour ses travaux en analyse.

## Biographie
Marston Morse naît en 1892 à Waterville (Maine), d'Ella Phoebe Marston et Howard Calvin Morse. Il reçoit son bachelor's degree du Colby College de Waterville en 1914. À l'université Harvard, il obtient sa maîtrise en 1915 puis son doctorat en 1917, sous la direction de George David Birkhoff.
Il enseigne à l'université Harvard, à l'université Brown et à l'université Cornell avant d'accepter un poste en 1935 à l'Institute for Advanced Study à Princeton, où il reste jusqu'à sa retraite en 1962.
Il concentre l'essentiel de ses recherches sur le sujet qui porte désormais son nom : la théorie de Morse, une branche de la topologie différentielle qui constitue un sujet très important de la physique mathématique moderne, comme la théorie des cordes.
Il dirige entre autres les thèses de Gustav Hedlund et Sumner Byron Myers (en).

## Sélection de publications
Morse a publié 176 articles et 7 livres, dont :
- The calculus of variations in the large, AMS, 1934, rééd. 1978  (ISBN 978-0-82181018-7) ;
- Lectures on analysis in the large, Edward Bros, 1937 ;
- Functional topology and abstract variational theory, Gauthier-Villars, 1938 ;
- Topological methods in the theory of functions of a complex variable, Princeton University Press, 1947  (ISBN 978-0-69109502-8).